# Vytautas Landsbergis
Vytautas Landsbergis (ur. 18 października 1932 w Kownie) – litewski polityk i muzykolog, głowa państwa litewskiego w latach 1990–1992 (jako przewodniczący parlamentu), ustawowo uznany w 2022 za pierwszego przywódcę niepodległej od 1990 Litwy, poseł i eurodeputowany.

## Życiorys
Ukończył szkołę średnią w Kownie, a w 1955 studia w Konserwatorium Litewskim. W 1969 obronił doktorat z zakresu muzykologii. W 1994 został doktorem habilitowanym nauk humanistycznych. Od 1952 do 1990 pracował jako nauczyciel. Od 1978 do 1990 był profesorem historii muzyki w Litewskiej Akademii Muzyki. Autor nagradzanej monografii poświęconej litewskiemu kompozytorowi Mikalojusowi Čiurlionisowi z 1975. Na potrzeby tej pracy przy pomocy ciotki korespondował z przyjaciółmi kompozytora w języku polskim, co pomogło opanować ten język.
Od 1988 był zaangażowany w działalność litewskiego niepodległościowego ruchu Sąjūdis, należał do grupy założycielskiej tej organizacji. Do 1990 kierował radą Sąjūdisu, w 1991 został jego honorowym przewodniczącym.
W marcu 1989 uzyskał mandat w wyborach Zjazdu Deputowanych Ludowych ZSRR, a w lutym 1990 został członkiem Rady Najwyższej Litewskiej SRR. 11 marca 1990 wybrano go na jej przewodniczącego. Stał się wówczas głową państwa litewskiego. Przewodniczył w tym dniu historycznej sesji parlamentu, na której ogłoszono Akt Przywrócenia Państwa Litewskiego, proklamujący powstanie niepodległej Republiki Litewskiej. Pod jego przywództwem Litwa stawiła opór blokadzie i zbrojnej interwencji Armii Radzieckiej oraz uzyskała międzynarodowe uznanie niepodległości.
W 1992, po wygranych przez postkomunistów z LDDP wyborach, został liderem sejmowej opozycji. W 1993 na bazie znacznej części Sąjūdisu współtworzył nowe ugrupowanie pod nazwą Związek Ojczyzny (Litewscy Konserwatyści), którym kierował przez dziesięć lat. W kadencji 1996–2000 sprawował urząd przewodniczącego Sejmu. W 1998 bez powodzenia kandydował w wyborach prezydenckich, zajmując w nich trzecie miejsce z wynikiem 15,90%. Zasiadał także w parlamencie kolejnej kadencji (do 2004).
Od maja do lipca 2004 był posłem do PE V kadencji w ramach delegacji krajowej. W 2004 i 2009 uzyskiwał z ramienia konserwatystów mandat deputowanego do Parlamentu Europejskiego VI i VI kadencji. W 2014 nie ubiegał się o reelekcję, europosłem został wówczas jego wnuk Gabrielius Landsbergis.
W 2022 parlament uchwalił ustawę uznającą Vytautasa Landsbergisa za pierwszego przywódcę niepodległego od 1990 państwa litewskiego.

## Odznaczenia i wyróżnienia
- Wielki Krzyż ze Złotym Łańcuchem Orderu Witolda Wielkiego (2003)
- Wielki Krzyż Orderu Witolda Wielkiego (1998)
- Gwiazda Tysiąclecia Litwy (2009)[4]
- Wielki Oficer Legii Honorowej (Francja)
- Krzyż Wielki Orderu Honoru (Grecja)
- Order Zwycięstwa Świętego Jerzego (Gruzja, 2009)[5]
- Krzyż Wielki Wielki Oficer Orderu Trzech Gwiazd (Łotwa)
- Krzyż Wielki Orderu Zasługi (Norwegia)
- Krzyż Wielki Orderu Zasługi Rzeczypospolitej Polskiej (Polska)[6]
- Order Wolności (Ukraina)[7]
- Medal Rady Bałtyckiej (2003)[8]
- Tytuł honorowego obywatela Wilna (2021)[9]

## Życie prywatne
Rodzina Vytautasa Landsbergisa pochodziła z Kurlandii. Jak sam wspominał, w rodzinie mówiło się w języku polskim i litewskim, dochodziło do wewnątrzrodzinnych podziałów ze względu na tożsamości narodowe.
Jest synem architekta Vytautasa Landsbergisa-Žemkalnisa oraz wnukiem dramaturga Gabrieliusa Landsbergisa-Žemkalnisa. Był żonaty z pianistką Gražiną Ručytė-Landsbergienė (1930–2020). Ma troje dzieci (córki Jūratė i Birutė oraz syna Vytautasa V.). Posługuje się biegle językiem polskim.